# Понграц, Штефан
Ште́фан По́нграц  или Штефан Понграч  (словац. , чеш. Štefan Pongrác, 1582[…], Винцу-де-Жос — 7 сентября 1619, Кошице, Абов) — святой Римско-Католической Церкви, мученик, член монашеского ордена иезуитов.

## Биография
Штефан Понграц родился в 1582 году в городе Алвинк Винтул (сегодня — Румыния). Его предки происходили из чешского княжеского рода, который в XIII веке переселились в Венгрию. Штефан Понграц учился в иезуитском колледже в городе Клуж (Румыния). В 1602 году он поступил в иезуитский орден. Позже изучал философию в Праге и Любляне. В 1615 году Штефан Понграц закончил своё обучение в Граце и был рукоположен в священника. В 1618 году он был послан в Кошице, чтобы там проповедовать среди местного кальвинистского населения. В ночь с 6 на 7 сентября 1619 года был взят в плен венгерским князем Юрием I Ракоци, захватившим Кошице. Его пытали, чтобы добиться от него отречения от католицизма. 7 сентября 1619 года он был казнён вместе с Мельхиором Гродецким и Марко Крижевчанином.

## Прославление
15 января 1905 года Штефан Понграц был беатифицирован Римским папой Пием X вместе с другими двумя иезуитами Мельхиором Гродецким и Марко Крижевчанином и канонизирован Римским папой Иоанном Павлом II 2 июля 1995.
День памяти в Католической Церкви — 7 сентября.

## Источник
- Henryk Fros SJ, Franciszek Sowa: Księga imion i świętych. T. 3: H-Ł. Kraków: WAM, Księża Jezuici, 1997, ss. 529/531. ISBN 83-7097-464-3.
- Проповедь Иоанна Павла II во время канонизации Штефана Понграца  (итал.)